# Anne Chabanceau de La Barre
Anne Chabanceau de La Barre, född 1628 i Paris, död 1688, var en fransk sångare. En tid var hon hovsångerska vid svenska hovet och den första i denna position. 
Dotter till organisten Pierre de la Barre, debuterade hon i operan Orfeo av Luigi Rossi år 1647. Åren 1652–1654 turnerade hon i norra Europa. Under åren 1653–1654 var hon "Kammarsångerska", alltså hovsångerska vid drottning Kristinas hov i Stockholm, där även hennes bror Joseph var hovsångare åren 1650–1654, och hon blev därmed den första hovsångerskan i Sverige. Troligen var hon även den första kvinnliga musikern anställd vid det svenska hovet.
Vid återkomsten till Frankrike medverkade hon i flera baletter av Jean-Baptiste Lully, som Galanterie du Temps, Alcidiane, La Raillerie och Princesse d'Élide. 1661 utnämndes hon till hovsopran vid franska hovet, en post hon behöll till sin död. Hon slutade dock uppträda offentligt efter sitt giftermål med Antoine Coquerel 1667.